# Stefan Moroz
Stefan Moroz (zm. 1706), burmistrz i wójt Wilna.
Po raz pierwszy występuje w dokumentach jako burmistrz Wilna w styczniu 1688, kiedy był jednym z czterech wileńskich posłów na sejm grodzieński. Urząd burmistrza pełnił także w dwóch kolejnych latach oraz w 1696 i 1700; w 1701 był wójtem wileńskim. Nosił tytuł sekretarza królewskiego.
Był żonaty z Jadwigą z Packiewiczów. Przypuszczalnie był synem Hrehorego Moroza, sygnatariusza instrukcji dla posłów miasta Wilna wysłanych wiosną 1658 z petycjami do cara. Synem Stefana mógł być Jan Moroz, rajca wileński z połowy XVIII wieku.